# Sklepni boji za osvoboditev Jugoslavije
Sklepni boji za osvoboditev Jugoslavije je več bitk narodnoosvobodilne vojske Jugoslavije ob koncu druge svetovne vojne na jugoslovanskem ozemlju.
Narodnoosvobodilna vojska Jugoslavije (od 1. marca 1945 Jugoslovanska armada) je do jeseni 1944 narasla na 12. korpusov in nekaj samostojnih divizij in brigad, tako da je imela skupaj 39. divizij z okoli 350.000 borci. Do jeseni 1944 se je bojevala brez kakršne koli operativne zveze z zavezniškimi silami, oddaljena od njih nekaj tisoč kilometrov, globoko v sovražnikovem zaledju in je vezala nase znatne nemške pa tudi italijanske, bolgarske in madžarske enote. Zato si je pridobila velik ugled pri zaveznikih, ki so ji sicer od leta 1943 gmotno pomagali vendar je večino bremena nosilo jugoslovansko ljudstvo.
Najmočnejši nasprotnik narodnoosvobodilne vojske Jugoslavije je bila nemška vojska, ki ji je na veliki večini jugoslovanskega ozemlja poveljeval vrhovni komandant Armadne skupina F v Beogradu generalfeldmaršal Maximilian von Weichs, ki je bil obenem vrhovni komandant vseh nemških oboroženih sil v jugovzhodni Evropi. Podrejene mu niso bile samo enote v Sloveniji in Istri; tiste v osredni Sloveniji so bile podrejene poveljstvu 18. vojnega okrožja v Salzburgu, one v Slovenskem primorju in Istri pa preko 97. korpusa vrhovnemu komandantu nemške vojske v Italiji.

## Začetne operacije

### Osvoboditev Srbije in Makedonije
Narodnoosvobodilna vojska Jugoslavije je svoj pohod za končno osvoboditev Jugoslavije začela, ko so se s prihodom Rdeče armade v Romunijo in Bolgarijo ter začetkom umika nemške vojske iz Grčije precej spremenile razmere na Balkanu. Vrhovni štab NOV in POJ je sredi septembra 1944 usmeril močne sile, novoustanovljeni 1. in 2. armado v osvoboditev Srbije. Po dogovoru so iz Romunije in Bolgarije začele v vzhodno Srbijo prodirati enote 2. in 3. ukrajinske fronte ter 2. bolgarske armade. Ko so sredi oktobra skupaj z jugoslovanskimi enotami presekale sovražniku zvezo po dolini Morave, nemške enote iz Grčije in Makedonije ter južne Srbije niso mogle posredovati proti Beogradu, kjer se je 14. oktobra začela t. i. beograjska operacija. Trajala je šest dni in po hudih bojih so osvoboditelji pregnali sovražnika na zahodni breg Save. Z osvoboditvijo Beograda se je končala tudi osvoboditev večine Srbije, vso pokrajino pa so osvobodili do konca leta 1944. Istočasno z osvobajanjem Srbije je teklo osvobajanje Makedonije, ker je po zlomu bolgarske vojske večina vardarske Makedonije prišla v posest narodnoosvobodilne vojske Makedonije. Ta se je zelo okrepila in se v osvobodilnem pohodu bojevala predvsem z nemško vojsko, ki se je pod poveljstvom vrhovnega komandanta Armadne skupine E generalpolkovnika Alexandra Löhra umikala iz Grčije. Od srede oktobra, ko so ji zaprli pot umika proti Beogradu, se je morala umikati po bolj neugodni smeri čez Črno goro in Bosno. Po dogovoru so se pri osvobajanju Makedonije trem makedonskim korpusom pridružile tudi čete treh bolgarskih armad. Po enem mesecu sklepnih operacij in hudih bojev so 14. novembra osvobodili Skopje ter štiri dni zatem končali tudi osvobajanje Makedonije.

### Osvoboditev Črne gore
Osvobajanje Črne gore je trajalo dalj časa, ker se je čez to pokrajino poleg Armadne skupine E umikala še nemška vojska iz Albanije. Te sklepne operacije 2. korpusa so bile povezane s sklepnimi operacijami ene dalmatinske in ene hercegovske divizije za osvoboditev južne Dalmacije. Čeprav je bilo Cetinje po večdnevnih bojih osvobojeno že 12. novembra, je bila vsa pokrajina svobodna šele v začetku januarja 1945. 

### Osvoboditev Dalmacije
Razmeroma zgodaj, že septembra 1944, je narodnoosvobodilna vojska Jugoslavije začela sklepne operacije za osvoboditev Dalmacije, kjer sta enemu partizanskemu korpusu stala nasproti dva nemška. Že septembra je ena dalmatinska divizija osvobodila dalmatinske otoke, druga pa južno, srednjo Dalmacijo in Split. Medtem so enote 8. korpusa v drugi polovici oktobra osvobodile še večino severne Dalmacije. Mesto Knin, ki je zapiralo pot v Liko in Banijo pa so po hudih bojih osvobodile šele 3. decembra.

### Sremska fronta
Po osvoboditvi Srbije in Makedonije ter osvobajanjem Črne gore in Dalmacije so se v Jugoslaviji ustvarili pogoji za ustanovitev prave fronte. Severni del te fronte, ki je potekala po Dravi in dalje po Donavi, Savi in Drini, čez Hercegovino ter preko Knina in Karlobaga na Jadransko morje, so imenovali Sremska fronta.

## Drugi del sklepnih bojev
Drugi del sklepnih bojev za osvoboditev Jugoslavije je Jugoslovanska armada začela v drugi polovici marca 1945. V njih je hotela doseči predvsem dva namena: osvoboditi še zahodno polovico Jugoslavije in tudi slovensko Koroško, Slovensko primorje in Istro ter na območju Trst - Celovec - Maribor - Zagreb uničiti glavnino sovražnikove vojske. Osnovna zamisel vrhovnega komandanta maršala Tita za dosego teh namenov je bila: z zbranimi silami in sredstvi prebiti sovražnikovo fronto v Podravini, Sremu in Liki in nato prodirati po jadranski obali in ob Dravi v obliki klešč, ki naj bi se sklenile na Karavankah in tako obkolile sovražnikovo vojsko. Nalogo, da uresničijo to zamisel, so dobile 1., 2., 3. in 4. armada in tudi tiste sile, ki so bile še v zahodnem delu države, med njimi tudi 7. in 9. korpus ter 4. operativna cona.

### Osvoboditev Bosne in Hercegovine
Osvobodilni pohod je 20. marca začela 4. armada na skrajnem levem krilu razporeda jugoslovanskih armad. Najprej je osvobodila južni del Like in sodelovala pri osvoboditvi dela Bosanske krajine ter se pripravljala na pohod v Istro in Slovensko primorje. Kmalu za njo je 2. armada ob sodelovanju bosanskih enot 5. aprila začela ofenzivne operacije v vzhodni Bosni, trije korpusi pa proti delu Hercegovine. Sarajevo so osvobodili 6. aprila. 

### Tržaška operacija
Ko je Jugoslovanska armada 12. aprila prebila sremsko fronto in se je sovražnik začel umikati na zahod tudi severno od Save, je 4. armada na skrajnem levem krilu 29. aprila začela tržaško operacijo.

### Osvoboditev Slovenije
Z osvoboditvijo Trsta 7. korpus ni bil več desna pobočnica 4. armadi in se je od Broda na Kolpi usmeril proti Ljubljani. Nemške in kvislinške enote z Dolenjske so se postopoma umikale in upirale pri Kočevju (3. maj) in Ribnici (4. maj) ter na utrjeni črti pred Ljubljano, proti kateri je od Postojne prodirala 29. hercegovska divizija.Po hudih bojih na Orlah 7. in 8. maja in splošni vdaji nemških oboroženih sil, ki so se prek Gorenjske in Ljubelja umikale na Koroško, so 7. korpus, 29. hercegovska divizija ter druge manjše partizanske enote 9. maja vkorakale v Ljubljano, iz katere sta se od 5. maja dalje med drugim umikala tudi pokrajinska civilna uprava in Narodni odbor za Slovenijo.
Na desnem krilu in v sredini svojega bojnega razporeda je Jugoslovanska armada osvobodila Karlovec, Zagreb in Varaždin, ko se je brezpogojno vdala vsa nemška vojska. Generalpolkovnik Alexander Löhr, ki je marca postal komandant vse nemške vojske v Jugoslaviji, je sicer že 9. maja popoldan v Topolšici pred štabom 4. operativne cone podpisal brezpogojno kapitulacijo svoje vojske, vendar se je ta s kvislinškimi enotami (Ustaši, Četniki, Domobranci in drugimi) še vedno  pomikala proti Avstriji, da bi se izmaknila jugoslovanskemu ujetništvu. Zato so enote 4. operativne cone, ki so medtem osvobodile velik del Koroške in že 8. maja prišle tudi v Celovec, in deli 3. armade na Dravi zaprle pot sovražniku na Koroško. Preostale tri armade so bežečega sovražnika potiskale proti zaporni črti pri Dravogradu in Poljani. Tu se mu je po hudih bojih 13. in 14. maja vendarle posrečilo prebiti do Pliberka, kjer pa so se morale po posredovanju britanskih častnikov 15. maja popoldne v pliberškem gradu vdati jugoslovanski armadi. S temi operacijami jugoslovanske armade se je 15. maja 1945 končala druga svetovna vojna ne samo v Jugoslaviji, temveč tudi v Evropi. 
Jugoslovanska armada, ki je od jeseni 1944 pomenila pomemben odsek v zavezniškem bojnem razporedu, je veliko večino jugoslovanskega ozemlja osvobodila sama. Z osvoboditvijo Koroške, Slovenskega primorja in Istre ter Beneške Slovenije je tudi precej prispevala k priključitvi nekaterih njihovih delov k novi Jugoslaviji. V dogajanje ob koncu vojne sodi tudi obračun zmagovalcev s svojimi nasprotniki, v Sloveniji predvsem z vrnjenimi in doma prijetimi domobranci ter policisti. Tako imenovano »čiščenje«, ki so ga zmagovalci opravili tudi v drugih državah, je bilo v Sloveniji še posebej kruto, saj je bilo brez sodnega postopka, le po kratkem zaslišanju, maja in junija 1945 usmrčeno preko 10.0000 nasprotnikov.    